# Portage (ancienne circonscription fédérale)
Pour les articles homonymes, voir Portage.
Portage fut une circonscription électorale fédérale du Manitoba, représentée de 1968 à 1979.
La circonscription de Portage a été créée en 1966 avec des parties de Lisgar, Portage—Neepawa, Selkirk, Springfield et Saint-Boniface. Abolie en 1976, elle fut redistribuée parmi Lisgar, Portage—Marquette, Winnipeg-Nord, Selkirk—Interlake, Winnipeg-Centre-Nord et Winnipeg—Assiniboine.

## Députés
1. 1968-1972 — Gerald Richard Cobbe, PLC
2. 1972-1979 — Peter P. Masniuk, PC

- PC = Parti progressiste-conservateur
- PLC = Parti libéral du Canada